# Едді Кей Томас
Е́дді Кей То́мас (англ. Eddie Kaye Thomas; нар. 31 жовтня 1980, Нью-Йорк, США) — американський актор, який отримав популярність після виконання ролі Пола Фінча у фільмі «Американський пиріг» у 1999 році та його продовженні.

## Біографія
Томас народився у Стейтен-Айленде, штат Нью-Йорк. Почав акторську кар'єру як театральний актор, зіграв у «Four Baboons Adoring the Sun» (Чотири Павіани що Обожнюють Сонце) у 1992 році та постановці «Щоденник Анни Франк» у 1997-му. Закінчив «Нью-йоркську професійну дитячу старшу школу» вже будучи ветераном Бродвею.

## Фільмографія
| Рік       |    | Назва українською                     | Оригінальна назва                         | Роль                    |
| --------- | -- | ------------------------------------- | ----------------------------------------- | ----------------------- |
| 1994      | с  | Чи боїшся ти темряви?                 | Are You Afraid of the Dark?               | Метт Дорні              |
| 1996—1999 | с  | Закон і порядок                       | Law & Order                               | Ітан Венс               |
| 1996      | ф  | Жорстоке місто                        | Illtown                                   | Молодий Флеко           |
| 1997      | ф  | Містер Ревнощі                        | Mr. Jealousy                              | Нет, іспанський студент |
| 1998      | с  | Щастя                                 | Felicity                                  | P.J.                    |
| 1999      | ф  | Керрі 2: Лють                         | The Rage: Carrie 2                        | Арні                    |
| 1999      | ф  | Чорне ті біле                         | Black and White                           | Марті Кінг              |
| 1999      | ф  | Американський пиріг                   | American Pie                              | Пол Фінч (Зяблик)       |
| 2000      | ф  | Кидок на десять ярдів назад           | Drop Back Ten                             | Гіл                     |
| 2000      | ф  | Кістки та Собаки                      | More Dogs Than Bones                      | Рой                     |
| 2000—2001 | с  | Цілком таємно                         | The X Files                               | Гері Колл               |
| 2001      | ф  | Пішов ти, Фредді                      | Freddy Got Fingered                       | Фредрік Броді           |
| 2001      | ф  | Американський пиріг 2                 | American Pie 2                            | Пол Фінч (Зяблик)       |
| 2000—2002 | с  | Оригінали                             | Off Centre                                | Майк Плат               |
| 2002      | ф  | Табу                                  | Taboo                                     | Адам                    |
| 2002      | ф  | Украдене літо                         | Stolen Summer                             | Патрік О'Майлі          |
| 2002      | ф  | Солодкий блін Маргаритки              | Sweet Friggin' Daisies                    | Дем'ян                  |
| 2003      | с  | Сутінкова зона                        | The Twilight Zone                         | Джона Біч               |
| 2003      | ф  | Американський пиріг: Весілля          | American Wedding                          | Пол Фінч (Зяблик)       |
| 2004      | с  | Чудопад                               | Wonderfalls                               | Товстий Пєт             |
| 2004      | с  | C.S.I.: Місце злочину                 | CSI: Crime Scene Investigation            | Сет Лендерс             |
| 2004      | ф  | Гарольд і Кумар відриваються          | Harold & Kumar Go to White Castle         | Енді Розенберг          |
| 2004      | с  | Вікенди                               | Weekends                                  | Шейн Еверет             |
| 2005—2012 | мс | Американський тато!                   | American Dad!                             | Баррі                   |
| 2005      | ф  | Нео Нед                               | Neo Ned                                   | Джой                    |
| 2005      | ф  | Брудне кохання                        | Dirty Love                                | Джон                    |
| 2006      | ф  | П'ятдесят таблеток                    | Fifty Pills                               | Ральфі                  |
| 2006      | ф  | Акваріум                              | Kettle of Fish                            | Шон                     |
| 2006      | ф  | Побачення наосліп                     | Blind Dating                              | Ларрі                   |
| 2006—2008 | с  | До самої смерті                       | 'Til Death                                | Джеф Вудсток            |
| 2007      | ф  | На дорозі з Іудою                     | On the Road with Judas                    | Іуда                    |
| 2008      | ф  | Гарольд і Кумар 2: Втеча з Гуантанамо | Harold & Kumar Escape from Guantanamo Bay | Енді Розенберг          |
| 2010      | ф  | Венера і Вегас                        | Venus & Vegas                             | Алекс                   |
| 2010—2011 | с  | Як досягти успіху в Америці           | How to Make It in America                 | Девід Каплан            |
| 2011      | ф  | Шалене Різдво Гарольда і Кумара       | A Very Harold & Kumar 3D Christmas        | Енді Розенберг          |
| 2012      | ф  | Американський пиріг: Знову разом      | American Reunion                          | Пол Фінч (Зяблик)       |
| 2012      | ф  | Петунія                               | Petunia                                   | Майкл Петунія           |
| 2014—2018 | с  | Скорпіон                              | Scorpion                                  | Тобі Кертіс             |